# Pągowiec (województwo mazowieckie)
Pągowiec – wieś sołecka w Polsce położona w województwie mazowieckim, w powiecie białobrzeskim, w gminie Stara Błotnica.
W latach 1975–1998 miejscowość położona była w województwie radomskim.
Wierni kościoła rzymskokatolickiego należą do parafii św. Józefa w Starym Goździe.